# Canvey Island
Canvey Island è un'isola e una parrocchia civile di 37 479 abitanti della contea dell'Essex, in Inghilterra. Situata sulla sponda settentrionale dell'estuario del Tamigi, è separata dalla costa dell'Essex da una serie di fiumi.

## Geografia fisica
Canvey Island è un'isola alluvionale posta all'estuario del Tamigi situata a 48 km ad est di Londra e a 15 km ad ovest di Southend-on-Sea. È totalmente pianeggiante, e ciò ha favorito le devastanti alluvioni che l'hanno colpita nel corso della sua storia. A sud e ad est è bagnata dall'estuario del Tamigi, mentre a nord e ad ovest da alcuni fiumi come il Benfleet, l'East Haven ed il Vange.

## Storia
Sono stati rinvenuti sull'isola alcuni reperti risalenti al Neolitico, all'Età del Bronzo ed alcuni di produzione celtica. Nella vicina Benfleet è stato rinvenuto un tratto di strada romana, ciò fa supporre che sia stata almeno esplorata, anche se non sono rimasti resti, sotto la dominazione di Roma della Britannia. Con l'arrivo dei Sassoni nel V secolo, l'isola iniziò ad essere abitata e le sue distese vennero utilizzate per l'allevamento ovino, attività economica principale dell'economia locale fino al XX secolo. In quell'epoca a Canvey Island si iniziò a produrre un formaggio di pecora particolarmente pregiato che venne venduto nei mercati di Londra e dell'estero. Alcune località dell'isola hanno il suffisso wick, ciò è dovuto al ricordo delle tante stalle in cui veniva prodotto il formaggio. Sotto la dominazione sassone l'isola prese il nome di Caningaege, ovvero Isola della gente di Cana, mentre un documento del 1254 riporta la dicitura Caneveye. Col passare del tempo il nome prese poi la forma attuale. Il geografo della corte William Camden, riportò in un documento del 1607 che l'isola era spesso oggetto di mareggiate che la ricoprivano quasi del tutto, eccezion fatta per alcune colline ove le navi trovavano rifugio. Nel 1622 John Appleton, un nobile che possedeva alcuni appezzamenti sull'isola, assieme ad altri proprietari terrieri, presentò un progetto per sottrarre al mare alcune terre e costruire un muro contro le piene del prospiciente Tamigi. Il lavoro di bonifica venne affidato ad ingegneri ed operai olandesi che strapparono al mare 15 km², prosciugando le paludi e costruendo portentosi argini in riva al mare e sulla sponda dell'isola bagnata dal Tamigi. Molti di questi addetti si stabilirono, grazie ad una clausola del loro contratto di lavoro, a Canvey Island, ancora oggi infatti sull'isola rimangono alcuni cottages in stile olandese e diverse strade sono intitolate a personalità dei Paesi Bassi. 

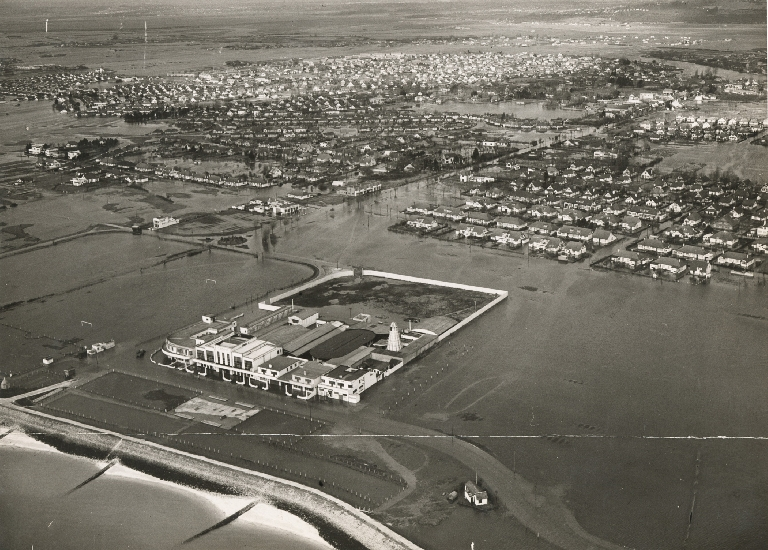
Canvey Island sottacqua durante l'inondazione del 1953.

Nel 1851 venne costruito un faro per evitare che le navi che risalivano il Tamigi si incagliassero nei banchi di sabbia antistanti all'isola. In età vittoriana Canvey Island divenne la meta di vacanze preferita dai londinesi e dai nobili che qui costruirono le loro residenze estive o vi si recavano per fare delle passeggiate. Divenne quindi un'apprezzata località turistica, sorsero alberghi, cinema e nightclub. Durante la seconda guerra mondiale si trovò in prima linea contro la possibile invasione tedesca della Gran Bretagna, per questo motivo l'isola venne fortificata e furono costruiti ovunque piccoli bunker. Nel 1953 una violentissima mareggiata travolse Canvey Island provocando 58 vittime. La maggior parte di esse erano turisti domiciliati in un quartiere vacanze nella parte orientale dell'isola. In seguito il muraglione di difesa contro il mare venne ricostruito per poi essere di nuovo rimpiazzato nel 1980 da uno più moderno. Nel 1959 venne inaugurato l'impianto petrolchimico di Canvey Island, funzionale come deposito inglese del petrolio americano, ma la scoperta nel mare del Nord di grandi riserve di gas ne limitò lo sviluppo, tanto che nel 1975 parte dell'impianto era già in disuso.